# Lista de episódios de Naruto Shippuden (9.ª temporada)
Esta é uma lista de episódios da nona temporada de Naruto Shippuden. Foi exibida entre 7 de abril de 2011 e 29 de setembro de 2011, compreendendo do episódio 206 ao 230. 
| # | Título                                                                     | Estreia    |
| --- | -------------------------------------------------------------------------- | ---------- |
| 206 | "Os Sentimentos de Sakura" "サクラの想い"                                  | 7/4/2011   |
| Na eleição como líder da aliança Kage, Mifune escolhe Raikage como lider da Aliança da quarta guerra ninja. Sakura faz uma confissão a Naruto dizendo que o ama e diz que aquilo que existia entre ela e Sasuke não aconteceu nada, que surpreende Rock Lee e Yamato. Contudo, Yamato presenciando o que via, tenta intervir, mas Kakashi diz para não intervir. Naruto percebendo que tinha algo errado, pede para abrir o jogo e responde dizendo que não gosta de pessoas que mentem para si mesmas. Sakura tenta fazer a todo custo Naruto desistir de Sasuke, mas Naruto fala que tem esperanças de salvar Sasuke e quando ia mencionar de Madara, Kakashi o interrompe. Kiba pergunta o que deveria fazer, Sakura simplesmente pisa em seu pé e ordena a retirada. Antes de ir para Konoha, Sakura pede para Kiba para fazer uma outra coisa. Bem próximo, Sai deixa um Kage Bunshin para abrir o jogo a respeito dos sentimentos de Sakura. O time Raikage se encarrega de buscar Killer Bee por achar ser alvo da Akatsuki, Choujiro e Mei vão atrás de Ao para ajudá-lo na busca por Danzou e Gaara vai atrás de Kakashi com Kankuro e Temari para explicar ao Kakashi da eleição do novo Hokage. Em algum outro lugar, Killer Bee tem seus ferimentos tratados por Kim depois da luta que teve com Sasuke, mas Kisame aparece e disse que iria continuar a missão em que Sasuke tinha fracassado. Começa a luta entre Kisame e Killer Bee. Durante a luta, Ponta é abatido e Kim e Killer Bee começam a ter problemas quando a Samehada começa a sugar o chakra de Killer Bee. |                                                                            |            |
| 207 | "Bijuu com Cauda VS Bijuu sem Cauda" "尾獣VS尾のない尾獣"                  | 14/4/2011  |
| Ao é pego por Fuu Yamanaka na transferência de mente. Fuu quer arrancar o byakugan de Ao, porém a Mizukage chega e impede tal ato e descobre que o corpo de Ao foi tomado por Fuu. A batalha de Killer Bee e Kisame ainda continua, mas as coisas começam a se complicar, principalmente quando Kisame se torna num tubarão humano e ainda quando se torna num só com a Samehada. Quando a força de Killer Bee chega ao limite, surge Raikage para ajudá-lo e o vencem decepando sua cabeça. Samehada que estava com Kisame se volta contra ele e fica com Killer Bee. |                                                                            |            |
| 208 | "Como um amigo" "親友として"                                               | 21/4/2011  |
| Suigetsu e Juugo usam as armaduras dos samurais para fugir, mas foram percebidos pela tropa samurai. O Kage Bunshin que Sai tinha deixado, aparece diante de Naruto, Kakashi e Yamato e afirma dizendo que Sakura não veio da Konoha apenas para fazer uma "confissão de amor" e sim da própria Konoha se encarregar do próprio Sasuke para evitar uma guerra entre Konoha e outras aldeias. Contudo chegam a conclusão de que a própria Sakura iria se encarregar de matar o Sasuke, mas Naruto questiona se realmente Sakura ama mesmo o Sasuke, mas Sai responde dizendo que Sakura o ama e queria livrar Naruto do peso da promessa feita que tem carregado nesses 3 anos. Naruto ouvindo aquilo, fica transtornado. Nesse momento o time areia Gaara, Kankuro e Temari aparecem e dão a notícia de que Kakashi foi escolhido para o posto de sétimo Hokage e menciona de Sasuke. Antes de partirem, Gaara afirma dizendo que considera Naruto como um amigo, mas também pensasse das consequências do nome Kage e se realmente poderia trazer Sasuke para Konoha. O time areia se retira. Madara aparece e enfrenta Fuu Yamanaka e Torune Aburame e os derrota sem nenhuma dificuldade. A seguir Madara trás Sasuke e Karin de outra dimensão e começa a batalha entre Sasuke e Danzou. Danzou revela seu braço direito com os Sharingans. |                                                                            |            |
| 209 | "O braço direito de Danzou" "ダンゾウの右腕"                               | 28/4/2011  |
| Kakashi planeja alcançar Sakura depois de perceber de suas intenções e pede ao Kage Bunshin de Sai para que transmita a mensagem ao Sai verdadeiro para deter Sakura, Rock Lee e Kiba e ordena Yamato para conduzir Naruto para Konoha, mas Naruto passa mal e desmaia. Danzou começa a enfrentar Sasuke, mas Danzou começa a atormentar Sasuke quando mencionava de Itachi, mas o próprio Sasuke pede para parar de mencionar o nome de seu irmão, que começa atacando Danzou com tudo, como também pergunta a Danzou se ele próprio ordenou a Itachi para que assassinasse seu próprio clã. Durante a luta, Sasuke faz uma invocação de uma grande ave. Sasuke se desfaz em corvos, eis que surge na frente de Danzou Itachi Uchiha. |                                                                            |            |
| 210 | "O Doujutsu proibido" "禁じられた瞳術"                                     | 5/5/2011   |
| Durante a luta, Danzou começa a fazer o uso do jutsu proibido, eis que surge o Izanagi. Sasuke lança o genjutsu de Itachi Uchiha usando o Amaterasu em Danzou, porém Sasuke é paralisado por Danzou. Sasuke liberta o Susanoo, e tenta inutilmente acertar Danzou. Danzou usa um jutsu mokuton, herdado do primeiro Hokage e invoca um elefante gigante Baku durante a luta. Sasuke usa o Katon no elefante e percebe do jutsu Izanagi e tenta pressioná-lo para cansar Danzou. Sasuke tenta perfura Danzou com a sua espada raio e Danzou com a espada vento. |                                                                            |            |
| 211 | "Shimura Danzou" "志村ダンゾウ"                                            | 12/5/2011  |
| Durante a luta, o braço direito que Orochimaru implantou os Sharingans, foi arrancado de Danzou e como último recurso, sequestra Karin e ameaça matá-la. Sasuke está quase cego, mas Sasuke perfura Karin e Danzou com uma espada de Chidori demonstrando frieza. Danzou mais uma vez tenta usar o jutsu reverso de oito trigramas em Sasuke e Madara, mas falha e inveja Hiruzen por ter sido escolhido para o posto de Sandaime e morre. |                                                                            |            |
| 212 | "A Decisão de Sakura" "サクラの覚悟"                                       | 19/5/2011  |
| O time de Sakura alcança Sasuke e quando se preparava para lançar as bombas de gás somífero, Sai percebe de seu plano e tenta deter Kiba, Rock Lee e Sakura sob ordens de Kakashi, mas Sakura aproveita a distração e os põe para dormir de uma só vez, como também relembra dos velhos tempos antes de Sasuke deixar a vila e de atualmente quando descobre dos sentimentos de Naruto por Sai. Com a vitória de Sasuke em cima de Danzou, Madara aproveita para pegar o corpo de Danzou, e pede para Sasuke matar Karin. Karin relembra dos velhos tempos do Chuunin Shiken quando Sasuke ainda era parte do Time 7. Quando Sasuke ia matar Karin, Sakura aparece, mas fica perplexa com a súbita mudança de Sasuke. Sakura afirma dizendo que deixou a Konoha e diz que queria estar ao lado de Sasuke. |                                                                            |            |
| 213 | "Perdendo Laços" "失われた絆"                                              | 26/5/2011  |
| Naruto volta a si. Yamato fala que Kakashi ordenou a volta para Konoha, mas como desculpa Naruto fala que quer ficar na cabana. Naruto reflete sobre tudo o que aconteceu até agora entre ele e Sasuke. Próximo a cabana, Yamato fala com Naruto para voltar para Konoha, mas Naruto afirmava que estava indisposto. Naruto faz um buraco no chão, entra no modo Sennin e vai aonde estão Sakura, Kakashi e Sasuke, Naruto reflete da luta com Pain de quando Hinata apareceu para protegê-lo demostrando seu amor, o mesmo aconteceria com Sasuke e Sakura, de Raikage quando Naruto ia pedir perdão ao Raikage, de seu último reencontro Itachi, da luta com Pain, de seu dialogo com Jiraiya antes de ser morto por Pain e quando Gaara foi dar a notícia da eleição do novo Hokage. |                                                                            |            |
| 214 | "Fardos" "背負うべき重荷"                                                  | 2/6/2011   |
| Sasuke exige que Sakura mate Karin e ocupe seu lugar de ninja médica, se realmente quisesse fazer parte do Taka. Sakura saca sua kunai, mas não uma kunai comum e sim com veneno. Karin como era uma ninja sensor, podia detectar a angústia de Sakura diante da dura decisão que teria de tomar agora. Kakashi encontra Sai, Kiba e Rock Lee desacordados. Kakashi acorda Kiba, pede a localização certa de Sakura, Kiba dá e Kakashi se apressa temendo pelo pior. Sakura se aproxima de Karin, mas Sasuke percebe seu plano e lança um Chidori, mas Kakashi aparece e o detém antes de matar Sakura. Kakashi diz que vai resolver a situação com Sasuke e pede a Sakura para não se preocupar e ordena que cure Karin, achando que pudesse ter informações da Akatsuki. Assim tem início a batalha entre professor e aluno. Enquanto Sakura curava Karin, Karin a via entristecida e angustiada por Sasuke apresentar aquela súbita mudança e por ter falhado em matar Sasuke. Kakashi e Sasuke estavam tendo uma luta intensa, mas Kakashi mal conseguia enfrentar Sasuke, nem mesmo seu Mangekyou Sharingan podia rivalizar a força de Sasuke. Kakashi e Sasuke estavam no seu limite, Sakura aproveita para tentar matar Sasuke, sendo que da primeira vez não conseguiu, mas em sua mente vêm lembranças de quando Sasuke ainda se preparava para deixar Vila da Folha, que a fazia hesitar. Sasuke a pega pelo pescoço e toma a kunai que seria usada contra ele. Quando Sasuke se preparava para usar a kunai em Sakura, Naruto chega ao campo de batalha e salva Sakura, mas acaba sendo ferido no rosto pela própria kunai que estava em posse de Sasuke. |                                                                            |            |
| 215 | "Os Dois Destinos" "宿命のふたり"                                          | 9/6/2011   |
| Depois de Naruto salvar Sakura, ela agradece e Kakashi troca golpes com Sasuke, que arremessa a kunai em Kakashi. Naruto fala que Sakura é membro do Time 7 e ao tentar matá-la fez algo imperdoável mas Sasuke responde dizendo que não mais faz parte do Time 7, mas Sakura tenta convencer Sasuke a desistir de seu ódio apoiando Naruto, mas Sasuke ainda pergunta do que e Naruto responde "da vingança" e diz que o salvaria da vingança e do ódio. Sasuke revela para surpresa de todos que já matou Danzou e para honrar o nome Uchiha, ele iria exterminar todos de Konoha. Kakashi fala que o Sasuke diante deles não era o mesmo que o conheciam e fala da kunai com veneno de Sakura não faria efeito em Sasuke porque Orochimaru o tornou imune e fala para não ter misericódia do inimigo dependendo de quem seja, sendo que isso quase custou sua vida e ordena que leve Karin do campo de batalha, mas antes que tomasse uma iniciativa, Naruto cria dois Kage Bunshin, um para segurar o Kakashi e outro para fazer o Rasengan, enquanto o Sasuke o Chidori. Ambos Rasengan e Chidori se colidem. Naruto diz compreender Sasuke e também o que é perder um laço e fala que Sasuke sempre foi o seu objetivo, mas relembra dos velhos tempos da academia quando era odiado e cenas do primeiro episódio do Naruto clássico quando Naruto e Iruka enfrentavam Mizuki. |                                                                            |            |
| 216 | "Ninjas de Alto Nível" "一流の忍"                                          | 16/6/2011  |
| Madara se prepara para extrair o Sharingan de Shisui, mas para sua surpresa toda a parte facial foi deformada, até mesmo a face ocular de Danzou. Naruto ainda relembra dos velhos tempos do País da Névoa e dos velhos tempos da prova Chuunin Shiken, mas Sasuke pergunta se era isso que tinha dizer e disse que ia matá-lo e faz duas escolhas ou o mata e se torna herói ou deixar ser morto e se tornar num fracassado, mas Naruto responde dizendo que não ficaria com nenhuma das duas escolhas. Com a colisão de Rasengan e Chidori, Naruto e Sasuke voam para longe. Sasuke é pego por Zetsu branco e Naruto por Kakashi. Naruto responde dizendo que já o compreendia. Quando ia se preparar para pegar o Rinnegan de Nagato, Zetsu branco aparece e avisa que as coisas tão ficando tensas para o Sasuke. Zetsu branco cria outros Kage Bunshins e Madara aparece, mas Naruto relembra da última luta que tiveram no Vale do Fim e menciona dizendo que tanto Naruto quanto Sasuke se tornaram dois ninjas de alta classe e se ambos lutassem, ambos morreriam, que deixa Sakura perplexa e incapaz de ficar entre os dois. Kakashi pede para Naruto deixar o campo de batalha, mas Naruto responde dizendo a ele que era o único que podia enfrentar Sasuke, que faz Kakashi desistir de tentar convencê-lo. Sasuke diz que iria matar Naruto primeiro, mas Sakura chora e chega a conclusão de que não estava pronta para encarar Sasuke e tudo o que fazia era só chorar e tudo o que ela só tem o que fazer é acreditar neles. Madara, Zetsu e Sasuke somem e Sasuke quando estava sendo teletransportado, diz que tinha um assunto a tratar com Madara. Sasuke pede para Madara para que implante o olhos de Itachi. Madara pergunta o que Sasuke tem em mente, mas Sasuke declara que quer matar Naruto com todo o seu poder e ignorar tudo o que ele disse. Naruto começa sentir os efeitos da kunai de Sakura, quando Sasuke a tomou dela no momento em que Naruto a salva de ser morta por Sasuke, que deixa Sakura pasma. Kakashi pede para que Karin o acompanhe e ela aceita. A implantação dos olhos de Itachi em Sasuke começa. |                                                                            |            |
| 217 | "Infiltrado" "潜入者"                                                      | 23/6/2011  |
| Depois de ser tratado por Sakura, Naruto começa a sentir os efeitos da kunai com veneno, mas é surpreendido pelo Kage Bunshin de Yamato, mas Kakashi fala que graças ao Naruto, consegue evitar que o pior acontecesse. Naruto vê Sai, Rock Lee, Kiba e Akamaru desacordados e quando Sakura responde que foi ela própria que fez isso a eles, Naruto também vai ao chão. Quando Sakura ia dar a palavra, Karin carregada por Kakashi responde de que sua kunai fez isso a ele. Depois de Sai, Rock Lee, Kiba, Akamaru e Naruto voltarem a si, Rock Lee e Kiba ficam pasmos e desacreditados depois de ouvirem o que aconteceu, mas Naruto age naturalmente, meio que, imaturo e Sai apenas ficava na sua, apenas com um sorriso falso. Os ex-ANBU Ne aparecem e Sai dá a notícia que Danzou, o sexto Hokage morre, como a marca de Danzou posta na língua desaparece e o conselho exige a presença do sétimo Hokage, Kakashi Hatake. Karin enxerga através de Naruto e percebe de que ele é bem diferente do Sasuke, mas vê também a Kyuubi através dele. Killer Bee, Killer Ei, Shee e Darui chegam ao País da Nuvem. Killer Bee chega lá com a Samehada, mas não sabe que Kisame está dentro da Samehada, já que o Zetsu branco usou um clone de Kisame na batalha dele contra Killer Bee, segundo Madara havia pedido, como plano de capturar o Hachibi. O Raikage foi conseguir autorização do senhor feudal e começa a se preparar para a Guerra Ninja. |                                                                            |            |
| 218 | "As nações se movem" "動き出す大国"                                        | 30/6/2011  |
| (Semi-Filler) Os senhores feudais decidem aprovar a União das Forças Ninja entre as cinco nações. Os outros kages voltam para as suas vilas, e contam o que aconteceu na reunião dos cinco kages. As cinco grandes nações se preparam para a Quarta Guerra Ninja. Kakashi manda as informações às outras aldeias para informar o que aconteceu. Shikaku informa a Shikamaru e também da invasão da Akatsuki à reunião dos 5 Kages e Sasuke. Gaara começa os preparativos contra a Akatsuki e recebe o informe do mensageiro com relação ao time 7 que enfrentou Sasuke e da morte de Danzou. Kankuro e Temari se preparam para enfrentar a Akatsuki e se perguntam se poderia mudar Sasuke, como aconteceu com Gaara, mas Gaara afirma que quer fazer o possível para proteger o mundo e "seus amigos". Naruto e os outros voltam para sua aldeia e pede uma audiência com seus colegas, como também se recusa a fazer a entrevista com Konohamaru e os outros garotos. Konohamaru vê Naruto pensativo e acha que ele mudou, como tivesse amadurecido. |                                                                            |            |
| 219 | "O Hokage Hatake Kakashi" "火影はたけカカシ"                               | 7/7/2011   |
| (Semi-Filler) Kakashi deixa Karin com Ibiki para passar os detalhes de tudo o que aconteceu. Os times Guy, Kurenai e Asuma criticam Naruto e Sakura por deixar Sasuke fugir, mas Sakura responde dizendo que não podia fazer nada porque Madara estava presente e Naruto deixa claro que somente ele enfrentará Sasuke sozinho. Shikamaru questiona Naruto se não está fazendo isso só para ir para o lado de Sasuke. Naruto alega que não, mas não era páreo pra ele e só disse aquilo porque podia entendê-lo. Enquanto Naruto se retirava, Sakura refletia das palavras de Naruto, "se ambos lutássemos entre sí, ambos morreríamos". Depois da reunião, Sakura decide dar mais uma chance a Naruto, mas vêem Guy e Kakashi competindo, como também seus colegas de academia, mas Neji já esperava por isso porque Kakashi ia se tornar Hokage, por isso queria ter um último divertimento com seu antigo rival. Os conselheiros de Konoha decidem fazer uma reunião para nomear o novo Hokage e decidem que o novo Hokage será Kakashi. Shizune sente que Tsunade está prestes a acordar. O senhor feudal ia nomear Kakashi como Hokage, mas é avisado por Guy que Tsunade acaba de acordar. |                                                                            |            |
| 220 | "A Previsão de Oogama Sennin" "大ガマの予言"                               | 21/07/2011 |
| (Semi-Filler) A cirurgia termina e Madara pergunta como está ao ter os olhos de Itachi, mas Sasuke responde dizendo que não sente mais dor, que o poder de Itachi flui por seu corpo. Enquanto Tsunade se recuperava, Shizune menciona a Tsunade da Quarta Grande Guerra ninja, como também exige sua presença. Kakashi também fala sobre a Reunião dos Cinco Kages e sobre a União das Forças Ninja. Enquanto na cadeia de Konoha, Ibiki interroga Karin, mas Karin passa os detalhes do que realmente aconteceu na Akatsuki, como também conta a sua história de vida, e se prepara para dar informações sobre Kabuto e Sasuke, questiona estar com fome e só cooperaria se realmente fosse atendida. Konohamaru tenta entrevistar Naruto, mas Naruto tenta despistá-los e consegue. Shikamaru reflete de um diálogo que teve com Hinata quando ela o protege e presencia o chakra da Kyuubi antes de perder a consciência, do diálogo com Yamato quando este demonstra insegurança de não poder reter o chacra da Kyuubi dentro de Naruto e decide proteger Naruto na guerra para manter a Kyuubi dentro dele. O grande ancião sapo diz a Fukasaku para ele trazer Naruto para a Montanha Myoboku, pois ele vai avisar Naruto sobre seu futuro, como também pede para Geratora o selo do Quarto Hokage. Konoha se prepara para a Guerra Ninja e Konoha e os anciões começam os preparativos sem envolver Naruto. Sakura avisa a Naruto que Tsunade acaba de acordar, mas quando Naruto deu por sí se toca que é invocado para a montanha Myoboku, como também estava comendo o insetos sem perceber. Fukasaku avisa a Naruto que o grande ancião sapo lhe dirá o seu futuro. O ancião sapo diz a Naruto que ele conhecerá um polvo e que ele enfrentará um jovem com grande poder nos olhos (Sasuke), e pede para Geratora entregar o selo do Quarto Hokage a Naruto. |                                                                            |            |
| 221 | "Armazenamento" "蔵入り"                                                   | 28/07/2011 |
| Kabuto aparece no País da Cachoeira e decide que é hora de colocar os seus planos em movimento. Geratora explica como funciona o poder da Kyuubi. Naruto reflete dos momentos em que a Kyuubi foi libertada: quando ele treinou com Jiraiya de quando quase o matou no momento em que chegou a liberar até a quarta cauda, quando lutou contra Orochimaru de quase matar Sakura depois de voltar a Konoha depois de 2 anos e meio e quando lutou contra Pein ao ver Hinata quase ser morta quando ela estava protegendo ele, demonstrando o seu amor a Naruto a ponto de liberar a oitava cauda a ponto de manifestar a Kyuubi imperfeita e decide firmar o trato com Geratora. Geratora entra dentro de Naruto, que se sente enjoado. Kabuto aparece no escondeirijo de Madara e apresenta os 5 caixões onde estavam os ex-Akatsuki Sasori, Nagato, Kakuzu, Deidara e Itachi e decide fazer uma aliança. Kabuto pede Sasuke em troca, mas Madara pede para Kabuto ser paciente porque Sasuke ainda se recuperava da cirurgia dos olhos de Itachi, mas aceita fazer a aliança. Anko e sua equipe de reconhecimento investigam os cadáveres deixados por Kabuto e descobrem que ele se aliou a Madara. Kabuto e Madara entram no esconderijo da Akatsuki. |                                                                            |            |
| 222 | "A Decisão dos Cinco Kages" "五影の意思決定"                               | 28/07/2011 |
| (Semi-Filler) O Raikage pede uma nova reunião entre os cinco Kages. Shizune avisa que Naruto desapareceu do Ichiraku. Naruto é invocado de volta para Konoha, onde dois Jounins pedem autógrafos para ele no Ichiraku, mas Naruto explica que não estava acostumado a fazer isto, mas Sakura fala que Naruto foi chamado por Tsunade. Naruto fala que iria treinar com Hachibi, mas como se fosse treinar com o polvo, mas teria de lutar com Sasuke novamente. Choji discute com Shikamaru os detalhes da 4ª Grande Guerra Shinobi. No posto médico, Sakura reflete da luta que tiveram com Sasuke e fica dividida quem deveria ajudar se seria Naruto, como membro das Forças Aliadas Shinobi ou Sasuke se por acaso continuasse como membro da Akatsuki. Os cinco Kages discutem sobre onde vão esconder Naruto e Killer Bee. Tsunade diz que precisaria da ajuda de Naruto e Bee como último recurso, mas os 4 Kages decidiram que Naruto e Bee poderiam facilmente serem capturados e assim a Juubi poderia vir a tona. Tsunade concorda, mais em uma conversa particular com o Raikage diz que aceita contanto que Bee treinasse Naruto porque ele poderia controlar o Hachibi. Naruto recebe de Tsunade uma "missão nível S", onde ele iria para uma ilha para fazer o que a profecia do Velho Sapo dizia: encontrar um polvo, mas atendesse apenas as orientações de Yamato. Logo no País da Nuvem, Bee recebe também uma missão de Raikage. |                                                                            |            |
| 223 | "O Jovem e o Oceano" "青年と海"                                            | 04/08/2011 |
| (Filler) Naruto, Guy, Yamato e Aoba partem de Konoha para irem até a Aldeia da Nuvem, onde lá pegarão o barco para irem à ilha para a "missão" de Naruto. No caminho, Guy se prontifica a enfrentar o peixe-espada gigante, mas são salvos por um jovem pescador. Esse pescador, chamado Yusuke, caçava um peixe-espada gigante (que não passava de uma invocação), pois o peixe matou o pai de Yusuke e Yusuke buscava vingança. Naruto, Guy, Aoba e Yamato decidem ajudá-lo, pois se não o ajudassem, o peixe não os deixaria passar para irem até a Vila da Nuvem. Depois de ganhar do tal peixe, uma shuriken que impedia a evocação do peixe é retirada por Naruto e assim puderam seguir sua viagem. |                                                                            |            |
| 224 | "Os Mercadores Ninjas de Benisu" "紅州の商忍"                              | 11/08/2011 |
| (Filler) Guy passa mal e o grupo é forçado a ancorar em alguma ilha. Por coincidência, Naruto reencontra Sakura e parte do time 10 que estão em missão sob ordens de Tsunade para encontrar plantas medicinais, mas encontram problemas ao lidar com ninjas mercadantes de Benisu, que os tenta passar para trás e colocando armadilhas. Sakura chega a uma conclusão que o último lugar para conseguir o último ingrediente medicinal, a lama medicinal, teriam de ir para o Vale do Inferno. Depois de chegarem no Vale do Inferno, são surpreendidos por um monstro, mas Naruto derrota o monstro com o Oodama Rasengan. Os ninjas mercadores, depois de compreender sobre a aliança shinobi, concedem as ervas medicinais e cada um vai para seu canto. Guy se recupera do enjoo e assim se separam, Naruto, Yamato, Guy e Aoba partem para o país do trovão enquanto Sakura e parte do time 10 para Konoha. |                                                                            |            |
| 225 | "O Navio Fantasma Amaldiçoado" "呪われた幽霊船"                            | 18/08/2011 |
| (Filler) Yamato começa a contar histórias fantasmagóricas, mas acabam atracando num navio suspeito. Ao chegar no navio, Naruto conhece um garoto chamado Hishaku e conta de que a tripulação fora devorada por um grande caranguejo. Yamato é capturado pelo grande caranguejo e Naruto se prontifica a salvar Yamato. A tripulação do návio em que Naruto estava viajando para o país do trovão ajudam Naruto e Yamato. Yamato usa o mokuton no caranguejo grande e Naruto usa o Rasengan para acabar com o grande caranguejo de vez. Hishaku desaparece na frente de Naruto, mas contente por conseguir sua vingança e reaparece junto a tripulação e seu capitão que fora devorada pelo grande caranguejo. A tripulação em que estava Hishaku junto com seu capitão desaparece com o navio que assusta Naruto que o fez acreditar na lenda do navio fantasma. |                                                                            |            |
| 226 | "Ilha do Navio de Guerra" "戦艦の島"                                       | 25/08/2011 |
| (Filler) Durante uma tempestade, o grupo de Naruto são abatidos por um navio pirata em que estava Gataro, durante a explosão, o navio é abatido e Naruto é lançado para fora do navio. Lá Naruto enfrenta o tal pirata, mas acaba tendo sua bandana tomada por ele. Através do mokuton, Yamato captura Naruto através do navio em forma de submarino e acabam em uma bifurcação onde tinha águas termais. Lá eles encontram um dos nativos da ilha e um diário que conta da invasão dos piratas e Naruto decide vingá-los. Naruto decide usar a pressão vulcânica para acabar com os piratas. O Kage Bunshin de Naruto enfrenta Gataro, mas é surpreendido pela pressão vulcânica em que acaba com os piratas de vez. |                                                                            |            |
| 227 | "A Ilha do Esquecimento" "忘却の島"                                        | 01/09/2011 |
| (Filler) Naruto e os outros são pegos em uma tempestade e são surpreendidos por um pássaro gigante que captura Guy. Naruto, Yamato e Aoba vão explorar a ilha, mas Aoba avista uma garota e vai atrás dela. Naruto e Yamato vão atrás da tal ave para salvar Guy, mas são surpreendidos por uma serpente, aranha, salamandra e centopeia gigantes. Aoba alcança a tal garota e encontra um livro que fala de evocação gigantes permanente. A tal garota se afasta de Aoba para levá-lo a mais respostas. Naruto e Yamato alcançam o tal passaro, mas vêem Guy treinando os filhotes da tal ave. A tal ave leva Guy, Naruto e Yamato a uma cratera vulcânica. Aoba chega lá antes e encontra um animal em estado de animação suspensa e descobre que a tal garota se chama Honoka e se trata de uma jinchuuriki que estava tentando fazer experiência com o tal monstro, se tratando de ser um Bijuu. Naruto, Yamato e Guy alcançam Aoba e a tal criatura deseperta e começa a devorar as criaturas da tal ilha. Essa criatura possui a capacidade de usar Genjutsus, Ninjutsus e as habilidades dos animais da ilha no momento que são devorados. Eles tentam jogar a tal criatura na fenda vulcânica, mas as outras criaturas tentam ajudar, mas não conseguem. A tal garota Honoka vai até a criatura, mas Aoba percebe que a tal garota se trata de um fantasma das pessoas que foram devoradas pela tal criatura. Naruto entra no Modo Sennin e derrota a tal criatura usando o Fuuton: Rasen Shuriken. |                                                                            |            |
| 228 | "Lute, Rock Lee" "闘えロックリー"                                          | 08/09/2011 |
| (Filler) Lee volta a si depois de acordar de um sonho que teve da luta com Madara. Guy relembra de um dia quando voltou do churrasco e só se lembrou do momento em que estava se desculpando com o dono da churrascaria. Guy relembra de um diálogo que teve com Kakashi sobre treinamento visual e usa isso no Lee para que não se relembre daquela vez. O último treinamento, num barco, Guy relembra de que foi Lee que destruiu a churrascaria, mas Lee se lembra que o próprio Guy estava se desculpando pelas ações de Lee como também fala de sua dedicação. Guy e Lee treinam a técnica dos punhos bêbados num barco, mas é Lee que leva a melhor. Depois de Guy contar a história a Naruto, Naruto menciona que sua técnica possui um defeito, que faz Guy ficar pasmo. Logo em Konoha, Lee começa a treinar a técnica dos punhos bêbados. |                                                                            |            |
| 229 | "Coma ou Morra! Os Cogumelos do Inferno" "食うか食われるか!踊るキノコ地獄" | 22/09/2011 |
| (Filler) A embarcação faz um recesso para estocar suprimentos e Naruto conhece um comerciante que compra um dos cogumelos com ele. Guy começa fazer cena e Naruto o nocauteia antes de ir para a Rota Silenciosa. Ao entrar nessa rota, Yamato começa a passar mal. Guy começa a se sentir melhor e o tal cogumelo que Naruto adquiriu começa a se multiplicar e drena os alimentos. Como último recurso, Guy começa a comer dos tais cogumelos que, Naruto também começa a comer dos cogumelos também e lutar por eles contra Guy. Naruto evoca Gamatatsu que teve a ideia de trazer a comida da Montanha Myoboku que os faria livrar da fome e do gosto dos cogumelos. Os piratas abortam o navio e um deles estava o tal comerciante que vendeu o cogumelo a Naruto, que são punidos pelo tal ato. A neblina começa a discipar e Yamato se recupera e Guy começa a passar mal de novo. Os tais piratas que abortaram o navio são mandados de volta para a Rota Silenciosa e Naruto manda de volta um dos cogumelos que comprou dele. |                                                                            |            |
| 230 | "A Vingança dos Clones das Sombras" "影の逆襲"                             | 29/09/2011 |
| (Filler) Durante uma tempestade, os homens e Naruto e seus Kage Bunshins trabalham para sobreviver uma tempestade. Após uma tempestade, acontece uma discussão e um dos Kage Bunshin salva de uma roudana que caíria em Naruto. Quando volta a si, acontece uma rebelião, os Kage Bunshins amarram Naruto e manda a tripulação para uma ilha. Guy tenta salvar Naruto, mas também é feito de refém. Aoba usa as gaivotas para Aoba e Yamato salvar Guy e Naruto. Guy pede para Naruto entender seus Kage Bunshins, mas ele simplesmente cria outros Kage Bunshins, mas acaba sendo detido pelos seus próprios Kage Bunshins. Quando volta a si, descobre que estava sonhando em que um dos Kage Bunshins tinha o direito de ser como o verdadeiro Naruto. Quando desfaz o jutsu, ele reflete da experiência que teve. |                                                                            |            |